# 方県村
方県村（かたがたむら）は、かつて岐阜県稲葉郡に存在した村である。
現在の岐阜市西北部（旧・稲葉郡西北部）、伊自良川沿いの山に挟まれた地域である。現在の地名は、安食、岩利、佐野、彦坂、石谷などである。
村名は、かつての所属していた郡、方県郡に由来する。

## 歴史
- 江戸時代末期、この地域は美濃国方県郡に属し、天領（芦敷村）旗本戸田氏[1]（彦坂村）、旗本織田氏（村山村、佐野村）、高富藩領（岩利村、石谷村）であった。
- 1897年（明治30年）4月1日[2] - 方県郡が分割され、稲葉郡、山県郡、本巣郡の一部になる。この地域は稲葉郡の村となる。
- 1897年（明治30年）4月1日 - 安食村、岩利村、佐野村、彦坂村、石谷村が合併し、方県村になる。
- 1950年（昭和25年）8月20日 - 方県村が岐阜市に編入され、方県村は消滅する。

## 学校
- 方県村立方県小学校 （現・岐阜市立方県小学校）
- 岐阜県稲葉郡学校組合立稲北中学校 （現・岐阜市立岐北中学校）

## 旧跡・観光など
- 縣神社